# Wydział Nauk o Zdrowiu Uniwersytetu Bielsko-Bialskiego
Wydział Nauk o Zdrowiu Uniwersytetu Bielsko-Bialskiego – jeden z pięciu wydziałów Uniwersytetu Bielsko-Bialskiego.

## Kierunki kształcenia
Dostępne kierunki:
- Pielęgniarstwo (studia II stopnia)
- Ratownictwo medyczne (studia I stopnia)
- Zdrowie publiczne (studia II stopnia)

## Poczet dziekanów
1. dr hab. Wojciech Szewczyk (2005–2008)
2. dr hab. Monika Mikulska (2008–2016)
3. dr hab. Rafał Bobiński (2016–2024)
4. dr hab. Wioletta Pollok-Waksmańska (od 2024)

## Władze Wydziału
W kadencji 2024–2028:
| Stanowisko                 | Imię i nazwisko                    |
| -------------------------- | ---------------------------------- |
| Dziekan                    | dr hab. Wioletta Pollok-Waksmańska |
| Prodziekan ds. studenckich | dr Beata Babiarczyk                |
| Prodziekan ds. studenckich | dr Arkadiusz Stasicki              |

## Struktura organizacyjna
| Katedra                                   | Kierownik                          |
| ----------------------------------------- | ---------------------------------- |
| Katedra Pielęgniarstwa                    | dr Beata Babiarczyk                |
| Katedra Ratownictwa Medycznego            | dr Tomasz Ilczak                   |
| Katedra Zdrowia Publicznego               | dr hab. Wioletta Pollok-Waksmańska |
| Katedra Biochemii i Biologii Molekularnej | dr hab. Rafał Bobiński             |